# Nematocisto

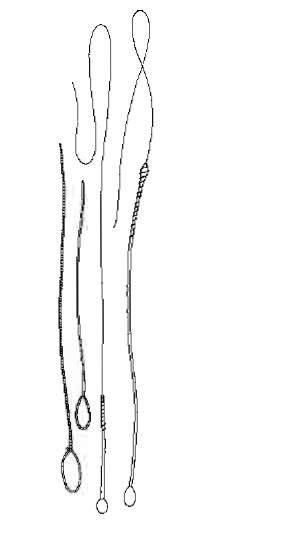
Diferentes tipos de nematocistos descargados.

Un nematocisto o cnido es un tipo de orgánulo subcelular producido por unas células llamadas cnidocitos presentes en los Cnidarios, que es utilizado para la inyección de toxinas para la captura de presas y la defensa del animal  o para adhesión al sustrato durante la locomoción en el caso de los pólipos. Es una compleja estructura intracelular que contiene un tubo altamente enrollado.  
Existen 28 tipos de  cnidos descubiertos hasta ahora, y se dividen en tres subcategorías: nematocistos (25 tipos), espirocistos (2) y picocistos (1). 
Los nematocistos son finas cápsulas compuestas por un material semejante a la quitina y que contiene una "hebra" tubular enrollada, o filamento, que es una continuación del extremo estrechado de la cápsula. Este último está recubierto por una pequeña tapa u opérculo. El interior del filamento no descargado puede llevar minúsculas púas o espinas. No todos los nematocistos tienen púas o inyectan veneno. Algunos, por ejemplo, no penetran en la presa sino que se retraen rápidamente como un resorte después de la descarga, apresando y sujetando una parte de la presa capturada en el filamento enrollado.
Excepto en los Antozoos, los cnidocitos están provistos de un cnidocilo en forma de gatillo, que es un cilio modificado. Los cnidocitos de los antozoos tienen un mecanorreceptor ciliado algo diferente. en algunas anémonas, y quizá en otros cnidarios, pequeñas moléculas orgánicas de la presa "sintonizan" los mecanorreceptores, sensibilizándolos en la frecuencia de vibración por la natación de la presa. La estimulación táctil produce la descarga del nematocisto. 
Pruebas recientes indican que la descarga se debe a una combinación de fuerzas tensionales generadas durante la formación del nematocisto, y a la asombrosa presión osmótica que hay en el interior del mismo: 140 atmósferas. Cuando se estimula su descarga, la alta presión osmótica interna hace que el agua se precipite dentro de la cápsula. El opérculo se abre, y el rápido incremento de la presión hidrostática dentro de la cápsula, empuja con gran fuerza al filamento y este se evagina hacia el exterior. En el extremo evertido del filamento, las púas se extienden hacia fuera como diminutas varillas con forma de espadas. Esta diminuta arma inyecta veneno cuando penetra en la presa.

## Toxicidad
El veneno de los cnidarios contiene una gran variedad de compuestos biológicamente activos entre los cuales se encuentran enzimas, toxinas formadoras de poros y neurotoxinas; siendo la mayor parte de éstas de naturaleza proteíca. Además de metabolitos secundarios tóxicos, como terpenos, acetogeninas, alcaloides y compuestos polifenólicos. (Pizaña, 2018). 
Las principales toxinas aisladas de cnidarios son de dos tipos: neurotoxinas y  citolisinas, las cuales suelen ser las más comunes.
Las citolisinas constituyen una gran familia de proteínas con alto peso molecular, son solubles en condiciones acuosas y presentan una gran capacidad para interactuar con las membranas lipídicas y formar poros por oligomerización. Estas proteínas provocan la destrucción de células dianas al  romper la barrera de permeabilidad de las membranas celulares, y ocasionan daño celular al formar poros en las membranas celulares de los tejidos.
Las citolisinas se clasifican de acuerdo a sus propiedades funcionales y a su estructura primaria en cuatro grupos de proteínas: Las tipo I (péptidos de 5 a 8 kDa) forman poros en membranas que contienen fosfatidilcolina y tienen actividad antihistamínica (Klyshko et al., 2004). Las tipo II (péptidos de 20 kDa), constituyen las más numerosas dentro de las citolisinas y son inhibidas por esfingomielina, además tienen la habilidad de formar poros en las membranas como resultado de su polimerización en la bicapa lipídica (Ferlan y Lebez,1974), las tipo III (péptidos de 30 a 40 kDa) pueden o no tener actividad de fosfolipasa (García-Sáez et al., 2011). Y las citolisinas tipo IV (80 kDa) que contienen un grupo tiol-activado. 
Las citolisinas I y II  pertenecen a la familia de las actinoporinas, son toxinas formadoras de poros y no poseen cisteína en su estructura, presentan propiedades muy similares, aunque en su estructura primaria son entidades moleculares diferentes por lo que pudieran constituir isoformas de una misma proteína. Asimismo, son polipéptidos hidrofílicos con un simple fragmento altamente hidrofóbico correspondiente al amino terminal el cual probablemente está involucrado como péptido líder en la interacción con la membrana.
Es importante mencionar que la presencia conjunta de esfingomielina y colesterol y de esfingomielina y fosfatidilcolina, promueve la unión de la citolisinas y por lo tanto de la formación de poros.
Los nematocistos de la mayoría de los cnidarios no son perjudiciales para el hombre y en el peor de los casos pueden ser una molestia. No obstante la picaduras de la Physalia physalis y de ciertas medusas son muy dolorosas y, en algunos casos, peligrosas. En efecto, la picadura de la avispa marina puede llegar a causar la muerte. 
Sin embargo, se ha registrado que el veneno de Aurelia sp. provoca la despolarización de los músculos de la rana, también que las sustancias tóxicas de Chiropsalmus quadrigatus (Cubomedusae) pueden producir hipotensión seguida de hipertensión en conejos anestesiados. Lo que indica que el veneno tiene efectos vasoconstrictores y cardiodepresivos. Además, el veneno de P. noctiluca, es citotóxico antigénico y se puede presentar anafilaxia y el síndrome de Guillain–Barré después del contacto. 
Incluso las medusas son responsables de uno de los envenenamientos más comunes en los humanos y se sabe que el contacto con los tentáculos de medusas causa lesiones cutáneas y sistémicas. Las reacciones locales pueden ser lineales, multilineales o serpiginosas, con erupciones cutáneas persistentes, que pueden durar días o meses, con eritema, edema, petequias, reacciones urticariformes, vesículas y purito local con dolor intenso.

## Desarrollo
La mayoría de los nematocistos son similares en su composición química. La cápsula y las paredes del tubo son conocidas por contener proteínas como colágeno unidas por lazos disulfuro, aun así la composición química de la cápsula y el tubo es muy diferente (Watson & Mariscal, 1984a).
Estudios recientes revelan que el desarrollo del nematocisto se debe al aparato de golgi asociado con microtúbulos que rodean la cápsula. La función de los microtúbulos en la formación de los nematocisto permanece incierta (Watson & Mariscal, 1984b).
La primera etapa del desarrollo de cualquier tipo de nematocisto es la visible diferenciación de una vesícula ovoide. Un tubo exterior a la vesícula crece fuera por agregación gracias a la secreción de una región granular citoplasmática (aparentemente el aparato de Golgi) alrededor de la punta del tubo externo, y puede ser visto al fusionarse a la punta del tubo (imagen 1). Cuando está completamente desarrollado en los cnidoblastos , formarán "nematocistos microbasicos-mastigoforos" .El tubo puede ser 7-10 veces la longitud de la cápsula en desarrollo. El tubo externo de estos nemato-quistes se estrecha suavemente desde la base hasta la punta de la vesícula (Skaer, 1973).
Posteriormente la punta del tubo externo resulta en una invaginación y pasa de nuevo por el tubo externo de la vesícula (imagen 2). Aparénteme la punta del tubo (que es la más delgada) es la que entra primero a la vesícula y posteriormente ingresa la parte con un diámetro superior (Skaer, 1973).
El tubo que está dentro de las vesículas empieza a enrollarse formando una hélice del largo de la cápsula y aproximadamente 3 enrollamientos se agregan cada 4 a 5 minutos y consecutivamente se van agregando de forma más lenta. Esta hélice está suspendida dentro de la cápsula y en ningún momento toca la pared y a medida que el tubo se internalizar el volumen de la cápsula incrementa (imagen 3) (Skaer, 1973). 
El tubo externo se va a acortando y aproximadamente a los 15 enrollamientos el tubo esta casi internalizado (figura 4). Al principio los enrollamientos tienen la misma tensión, pero posteriormente los que se encuentran más cerca de la punta de la vesícula están más relajados que los que se agregaron primero (Skaer, 1973).
Este enrollamiento continuas hasta que el la última parte del tubo se reacomoda en una línea recta (imagen 5 y 6) En este punto la estructura interna se vuelve más flexible y forman el extremo del nematocisto maduro Skaer, 1973).
En esta etapa el nidoblasto migra a los tentáculos donde el resto de las elongaciones y reducciones finales ocurren (figura 7). Se mueven a través del tejido con una velocidad de 15 μm por minuto. A medida que la célula se mueve el nematocisto para terminar en la región posterior del opérculo, en caso donde la dirección sea contraria el nematocisto es capaz de moverse para ocupar la posición correcta (Skaer, 1973).
|  |  |  |  |
|  |  |  |  |
|  |  |  |  |